# Paraliparis merodontus
Paraliparis merodontus är en fiskart som beskrevs av Stein, Meléndez C. och Kong U., 1991. Paraliparis merodontus ingår i släktet Paraliparis och familjen Liparidae. Inga underarter finns listade i Catalogue of Life.